# Fernand Pelez de Cordova
Pour les articles homonymes, voir Pelez.
Charles Fernand Pelez de Cordova né à Paris le 25 décembre 1820 et mort dans la même ville le 20 août 1884 est un peintre français.

## Biographie
Élève de Jean-Léon Gérôme aux Beaux-Arts de Paris, Fernand Pelez de Cordova débute au Salon de 1849. Il obtient une médaille de troisième classe en 1852.
Il est l'oncle des peintres Fernand Pelez et Raymond Pelez dit Chalumeau et le frère de l'illustrateur Raymond Pelez.

## Œuvres
- Salon de 1849 : Deux cadres, treize aquarelles sur l'Orient ; Trois aquarelles sur l'Orient ; Treize aquarelles sur l'Espagne.
- Salon de 1852 : Bazar Kengally au vieux Caire, gouache.
- Salon de 1861 : La Salute, grand canal de Venise, gouache.
- Salon de 1864 : Compo-Moïse, à Venise, gouache.
- Salon de 1867 : Palais Tomacchi, à Venise, gouache.
- Salon de 1870 : Cour à Venise, aquarelle.
- Salon de 1880 : Des dépouilles opimes.